# Pterostylis pedoglossa
Pterostylis pedoglossa är en orkidéart som beskrevs av Robert Desmond David Fitzgerald. Pterostylis pedoglossa ingår i släktet Pterostylis och familjen orkidéer. Inga underarter finns listade i Catalogue of Life.